# Boïtchinovtsi (obchtina)
Boïtchinovtsi (bulgare : Бойчиновци) est une obchtina de l'oblast de Montana en Bulgarie.